# Otoplacosoma bivittatum
Otoplacosoma bivittatum är en mångfotingart som beskrevs av Karl Wilhelm Verhoeff 1924. Otoplacosoma bivittatum ingår i släktet Otoplacosoma och familjen orangeridubbelfotingar. Inga underarter finns listade i Catalogue of Life.